# King’s Caple
King’s Caple – wieś w Anglii, w hrabstwie Herefordshire. Leży 13 km na południowy wschód od miasta Hereford i 181 km na zachód od Londynu.